# Сканцорошате
Сканцорошате (итал. Scanzorosciate) је насеље у Италији у округу Бергамо, региону Ломбардија.
Према процени из 2011. у насељу је живело 6207 становника. Насеље се налази на надморској висини од 276 м.

## Становништво
| 1931. | 1936. | 1951. | 1961. | 1971. | 1981. | 1991. | 2001. | 2011. |
| ----- | ----- | ----- | ----- | ----- | ----- | ----- | ----- | ----- |
| 3.854 | 3.945 | 4.778 | 5.225 | 6.251 | 7.515 | 8.179 | 8.714 | 9.835 |